# لارا دبانة
لارا دبانة، ملكة جمال مصر لعام 2014 ، وهي أول فائزة بالمسابقة بعد توقفها عقب ثورة 25 يناير. ولقد فازت لارا بالتاج بعد 28 عاماً على تتويج خالتها هدى عبود بنفس التاج ومثلت بلدها في مسابقة ملكة جمال الكون 2014.